# Władysław Raczkowski

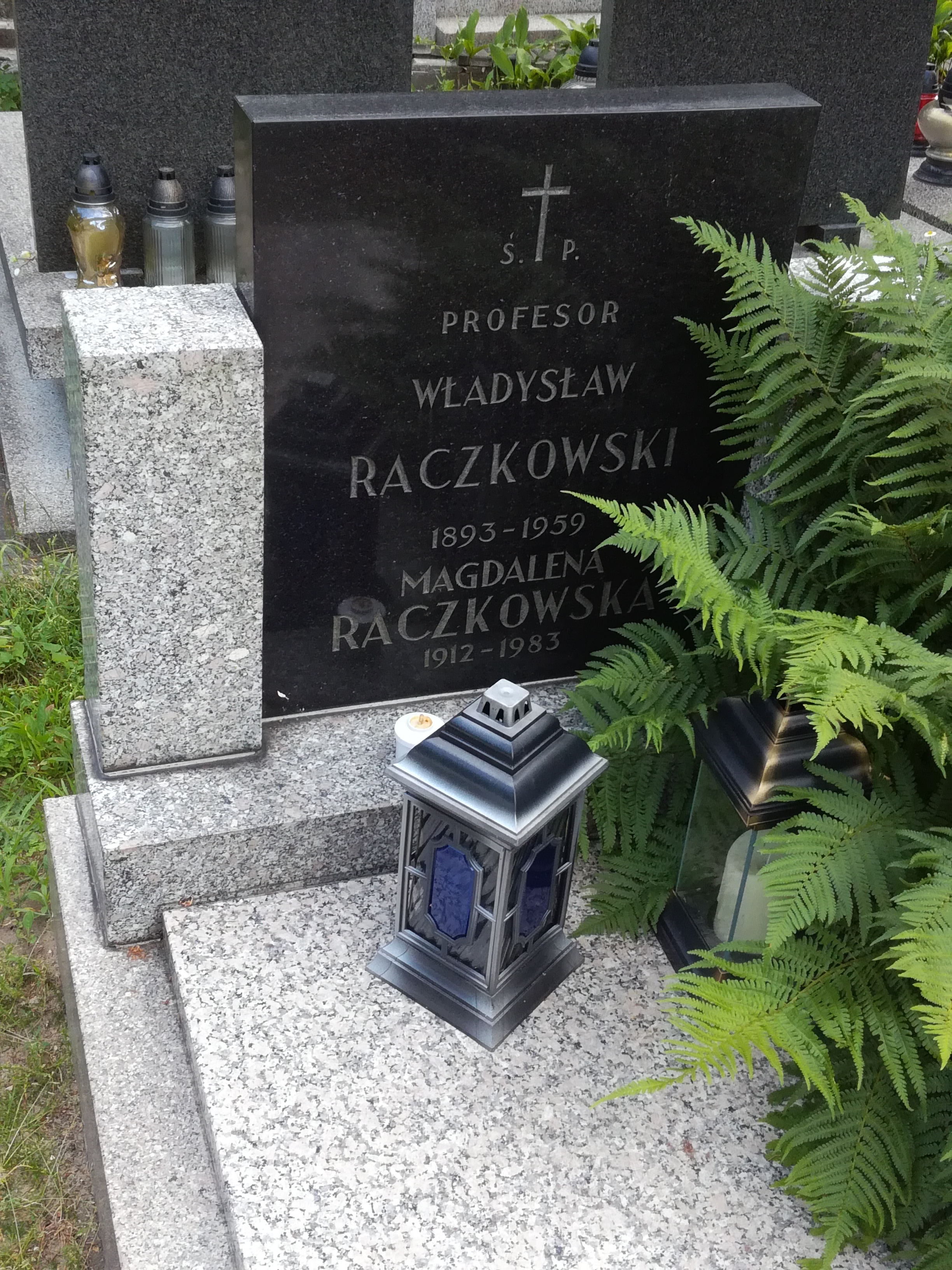
Grób Władysława Raczkowskiego na Starym Cmentarzu

Władysław Piotr Antoni Raczkowski (ur. 19 maja 1893 w Wartkowicach, zm. 1 lipca 1959 w Łodzi) – polski dyrygent, chórmistrz, pianista, pedagog muzyczny i kompozytor.

## Życiorys
Syn Antoniego, organisty, i Anieli z Jakubowiczów. W latach 20. XX w.  studiował dyrygenturę u Z. Birnbauma i A. Dołżyckiego. Kompozycję studiował u F. Szopskiego, zaś fortepian u J. Wertheima. 
W okresie międzywojennym pracował jako nauczyciel w szkołach muzycznych w Warszawie (1916–1920) oraz rozwinął szeroką działalność dyrygencką, prowadząc chóry i orkiestry w Poznaniu, Bydgoszczy i Warszawie. Był także profesorem Państwowego Konserwatorium Muzycznego w Poznaniu. 
Okres okupacji niemieckiej spędził w Warszawie, dawał lekcje prywatne i występował w kawiarniach. 
W okresie powojennym rozwijał życie muzyczne w Łodzi. Pracował m.in. w średniej szkole muzycznej, w PWSM jako wykładowca teorii muzyki, kierownik zespołów wokalnych i operowych i dziekan wydziału wokalnego. 
W latach 1950–1954 był kierownikiem artystycznym Filharmonii w Łodzi. W latach 50. wraz z Towarzystwem Przyjaciół Opery stworzył stałą scenę operową w Łodzi i kierował nią aż do śmierci. Wykładał na wyższych uczelniach muzycznych w Warszawie i Poznaniu i w Łodzi. 
Pochowany na Starym Cmentarzu w Łodzi. 
Był dwukrotnie żonaty: najpierw z Haliną Higersberger, później (od 7 lipca 1950) z Magdaleną z Rutkowskich. 

## Twórczość kompozytorska
- pieśni solowe
- pieśni chóralne
- opracowania pieśni ludowych na chór
- kolędy na fortepian na 4 ręce
- Kantata Apoteoza do słów Emila Zegadłowicza (1930)
- muzyka sceniczna do komedii Igraszki z diabłem według Jana Drdy i Burzy według Szekspira

## Ordery i odznaczenia
- Złoty Krzyż Zasługi (11 listopada 1936)[2]
- Nagroda Miasta Łodzi (1956, za całokształt pracy w dziedzinie muzyki, ze szczególnym uwzględnieniem osiągnięć pedagogicznych oraz za aktywne przyczynienie się do powstania Opery Łódzkiej)[3]